# Osbornoceros osborni
L'osbornocero (Osbornoceros osborni) è un mammifero artiodattilo estinto, appartenente agli antilocapridi. Visse nel Miocene superiore (circa 10 – 7 milioni di anni fa) e i suoi resti fossili sono stati ritrovati in Nordamerica.

## Descrizione
Questo animale, leggermente più piccolo di un’attuale antilocapra, possedeva un aspetto piuttosto diverso dalle forme odierne. Il cranio di Osbornoceros, infatti, era dotato di due lunghe corna leggermente spiralate, molto simili a quelle del nyala (Tragelaphus angasii), un’antilope africana di grandi dimensioni, ma ben diverse da quelle delle altre antilocapre. Le corna di Osbornoceros non erano divise in ramificazioni come quelle di altri antilocapridi; possedevano una base compressa dorsoventralmente ed estesa lateralmente. La parte interna (ossea) delle corna compiva un giro e mezzo dalla base alla punta; in sezione, le corna assomigliavano a deflettori, con parte anteriore stretta, parte posteriore ampia e parte laterale concava. La dentatura di Osbornoceros era caratterizzata da un diastema primitivo e corto, e dal terzo molare inferiore dotato di un terzo lobo di piccole dimensioni.

## Classificazione
Osbornoceros osborni venne descritto da Frick nel 1937, sulla base di fossili ritrovati nel Nuovo Messico in terreni del tardo Miocene. Malgrado l’aspetto simile a quello di un nyala, Osbornoceros faceva parte degli antilocapridi, attualmente rappresentanti dalla sola antilocapra, ma particolarmente diffusi nel Miocene e nel Pliocene. Altri fossili di Osbornoceros sono stati ritrovati in Texas.
È probabile che Osbornoceros fosse uno dei membri più primitivi della sottofamiglia Antilocaprinae e che fosse strettamente imparentato con (o fosse addirittura un discendente di) Proantilocapra, di poco più antico.